# Corte costituzionale d'Albania
La Corte costituzionale d'Albania (in albanese: Gjykata Kushtetuese e Shqipërisë), è il più alto organo giudiziario che garantisce il rispetto della Costituzione.
La Corte costituzionale è composta da 9 membri, che sono nominati, a partire dalla riforma costituzionale del 2016: 3 dal presidente della Repubblica, 3 dall'Assemblea e 3 dalla Corte suprema.

## Responsabilità
A partire dagli articoli 168-177 della Costituzione albanese, la Corte costituzionale decide:
- la compatibilità della legge con la Costituzione o con gli accordi internazionali di cui all'articolo 126
- la compatibilità degli accordi internazionali con la Costituzione, prima della loro ratifica
- la compatibilità degli atti normativi degli organi centrali e locali con la Costituzione e gli accordi internazionali
- i conflitti di competenze tra poteri, così come tra governo centrale e governo locale
- la costituzionalità delle parti e di altre organizzazioni politiche nonché della loro attività ai sensi dell'articolo 9 della Costituzione, licenziamento dal servizio del Presidente della Repubblica e verifica dell'impossibilità per lui di esercitare le sue funzioni
- le questioni connesse con l'elezione e l'incompatibilità nell'esercizio delle funzioni del Presidente della Repubblica e dei deputati, nonché la verifica dei risultati elettorali
- la costituzionalità del referendum e la verifica dei suoi risultati
- il giudizio definitivo dei reclami individuali per la violazione dei loro diritti costituzionali, dopo che sono stati esauriti tutti i mezzi legali per la protezione dei loro diritti con la maggioranza di tutti i suoi membri.

## Giudici capo
| N. | Nome            | Termine in carica | Termine in carica |
| -- | --------------- | ----------------- | ----------------- |
| 1  | Rustem Gjata    | 19 maggio 1992    | 14 marzo 1998     |
| 2  | Fehmi Abdiu     | 23 aprile 1998    | 3 maggio 2004     |
| 3  | Gjergj Sauli    | 3 maggio 2004     | 16 maggio 2007    |
| 4  | Vladimir Kristo | 23 maggio 2007    | 27 settembre 2010 |
| 5  | Bashkim Dedja   | 27 settembre 2010 | 17 dicembre 2018  |